# Цутия, Анна
Анна Цутия (яп. 土屋 アンナ) — японская певица, автор песен, актриса и модель. Родилась в Японии, от матери-японки и отца — американца польского происхождения из Баффало, Нью-Йорк. У неё есть старшая сестра Ангелина, которая также является моделью.

## Модельная карьера
Цутия стала моделью в возрасте четырнадцати лет, по совету старшей сестры. Её первыми журналами были Kobe и подростковый журнал Seventeen. Она оказалась востребованной в модельном бизнесе, и к 2002 году уже снималась в телевизионных рекламах для Uniqlo и Edwin.
Во время работы моделью Цутия мучительно старалась похудеть. Когда ей было пятнадцать лет, она однажды проснулась утром с параличом ног, в результате истощения (При росте 167 см и весе 44 кг она считалась слишком толстой и низкой по модельным стандартам). Это нередко становилось поводом для насмешек со стороны других моделей её возраста. Тем не менее, за время своей работы на Seventeen, Цутия подружилась с несколькими из них, в частности Ёсикой Юнаги. Примерно в это же время, она начала курить и пить.
Цутия также призналась, что она сама частенько издевалась над более «толстыми» моделями, особенно иностранками, приехавшими работать в таких журналах как Elle, Vogue, SPUR и Pre Numéro, особенно когда она была пьяной. Эти модели, не знавшие японского языка, не понимали, что она им говорит, и просто улыбались в ответ.
Цутия прекратила модельную карьеру в возрасте 18 лет. Она прокомментировала это так: «Я просто поняла, что никогда не смогу в полной мере состязаться с такими сверхъестественными людьми, как Эми Судзуки». Цутия является одной из самых успешных японских моделей смешанного происхождения 2000 года, вместе с Джессикой Митибатой.
Хотя Анна родилась и воспитывалась в Токио, она нередко использует в своей речи сленг Кюсю и Окинавы и владеет южно-японскими диалектами. По её словам, большинство моделей из Seventeen, с которыми она общалась, были с южных островов или из Тохоку. От них она выучилась сленгу. Впоследствии это оказалось полезным при исполнении роли Итиго, молодой девушки байкера из Девушки-камикадзе.

## Музыкальная карьера
Музыкальная карьера Анны началась в 2002 году, когда японский гитарист K.A.Z решил создал группу Spin Aqua, взяв её вокалисткой. Но выпустив 3 сингла, 3 клипа, один полноценный студийный альбом, дав несколько живых выступлений, группа распалась.
Её песня «Guilty» является саундтреком в фильме «Resident Evil: Degeneration».
В 2011 году она записала песню «Switch On!» для сериала «Kamen Rider Fourze», двадцать второго сезона сериала «Kamen Rider». Она сделала это потому, что сама была фанаткой этого сериала в детстве, а её сын стал фанатом предыдущего сезона «Kamen Rider OOO».

## Карьера актрисы
Цутия впервые снялась в кино в 2004 году в фильме Девушки-камикадзе (яп. 下妻物語 Shimotsuma Monogatari), снятом по роману Нобары Такэмото, в роли байкерши Итиго Сираюри. Эта роль принесла ей моментальную славу и внимание со стороны прессы. Её успех продолжился в различных ролях в японских кинолентах, таких как The Taste of Tea, Dororo, Sakuran и озвучке персонажа Линдси Лохан, «Мэгги Пейтон», в японском дубляже Сумасшедшие гонки. Она последний раз снялась в экранизации манги The Legend of Kamui.

## Личная жизнь
В 2004 году Цутия вышла замуж за актёра и модель Джошуа Ниимуру, младшего брата модели Фридии Ниимуры (Рина Кодзуэ). 19 ноября 2004 года Анна родила мальчика, которого назвала Скай (яп. 澄海 Сукай). Скай был снят в фотосессии вместе со своей матерью, под названием «Happy Days — Anna, Mama ni Naru!». В июле 2006 года Цутия и Ниимура подали на развод. В мае 2008 года Ниимура умер от сердечной недостаточности в возрасте 25 лет.
В сентябре 2009 года на её блоге появилось сообщение, что она снова беременна и выходит замуж за своего стилиста Ямато Кикути. Ямато работал как её стилист много лет, и предположительно их роман начался в 2007 году. В марте 26, 2010 Цутия родила своего второго сына Симбу (яп. 心羽). В начале 2016 пара заявила о своем разводе.
6 марта 2017 года родила третьего ребёнка — дочь.

## Дискография

### Альбомы
| # | Название                                               | Дата релиза      | Топ место | Копий продано | Тип альбома         |
| - | ------------------------------------------------------ | ---------------- | --------- | ------------- | ------------------- |
| - | Taste My Beat                                          | 24 августа 2005  | #27       | —             | Мини                |
| - | Taste My Xxxremixxxxxxx!!!!!!!! Beat Life!             | 23 марта 2006    | #117      | —             | Ремикс              |
| 1 | Strip Me?                                              | 2 августа 2006   | #11       | 49,527        | Студия              |
| 2 | Anna Tsuchiya Inspi' Nana (Black Stones)               | 28 февраля 2007  | #16       | —             | Студия/OST          |
| - | Nana Best                                              | 21 марта 2007    | —         | —             | Компиляция/OST      |
| 3 | NUDY SHOW!                                             | 29 октября 2008  | —         | —             | Студия              |
| - | NUDY xxxremixxxxxxx!!!!!!!! SHOW!                      | 11 марта 2009    | —         | —             | Ремикс              |
| 4 | RULE                                                   | 22 сентября 2010 | —         | —             | Студия              |
| - | 12 FLAVOR SONGS〜BEST COLLABORATION〜                  | 28 марта 2012    | —         | —             | Компиляция/Дуэты    |
| - | Sugar Palm                                             | 11 марта 2014    | —         | —             | Мини                |
| - | 「NAKE'd ～Soul Issue～」(Anna Tsuchiya&The Groobeees) | 9 декабря 2015   | —         | —             | Мини (кавер-версии) |

### Синглы
| # | Название                               | Дата релиза     | Топ место | Копий продано |
| - | -------------------------------------- | --------------- | --------- | ------------- |
| 1 | «Change Your Life»                     | 25 января 2006  | #35       | 5,095         |
| 2 | «Slap that Naughty Body / My Fate»     | 23 марта 2006   | #68       | -             |
| 3 | «Rose»                                 | 28 июня 2006    | #6        | 47,615        |
| 4 | "Kuroi Namida" (яп. 黒い涙 Black Tear) | 10 июня 2007    | #7        | 14,145        |
| 5 | «Lucy»                                 | 14 февраля 2007 | #18       | 10,257        |
| 6 | «Bubble Trip / Sweet Sweet Song»       | 1 августа 2007  | #21       | 8,569         |
| 7 | «Cocoon»                               | 30 января 2008  | TBA       | TBA           |

### DVD
| # | Название                                   | Дата релиза    | Тип DVD        |
| - | ------------------------------------------ | -------------- | -------------- |
| 1 | Anna³                                      | 16 июня 2004   | Документальный |
| 2 | Anna Tsuchiya 1st Live Tour Blood of Roses | 10 января 2007 | Концерт        |

### Винил
| # | Название                                      | Дата релиза     |
| - | --------------------------------------------- | --------------- |
| 1 | Taste My Xxxremixxxxxxx!!!!!!!! Beat Life!    | 23 марта 2006   |
| 2 | Ah Ah (Shinichi Osawa Remix 12' Inch Version) | 2 сентября 2006 |

### Сотрудничество
| Артист         | Альбом                 | Песня                                                     | Топ место | Дата релиза    |
| -------------- | ---------------------- | --------------------------------------------------------- | --------- | -------------- |
| Джонс, Брайан† | Tribute to Brian Jones | «My dear»                                                 | #4        | 9 августа 2006 |
| Fake?          | Marilyn is a Bubble    | «Butterfly (Don’t Let My Sun Go Down)»                    | #4        | 22 ноября 2006 |
| Томоясу Хотэй  | Soul Sessions          | «Hotei vs. Tsuchiya Anna — Queen of the Rock»             | #1        | 6 декабря 2006 |
| AI             | DON’T STOP A.I.        | «BUTTERFLY (feat.ANNA TSUCHIYA, ANTY the 紅之壱, PUSHIM)» | #5        | 5 декабря 2007 |
| Амуро, Намиэ   | Checkmate!             | "Wonder Woman" (feat.ANNA TSUCHIYA)                       | #?        | март 2011      |

## Фильмография
- 2004 — Девушки-камикадзе (яп. 下妻物語 Shimotsuma Monogatari)
- 2004 — The Taste of Tea (яп. 茶の味 Cha no Aji)
- 2005 — Bashment
- 2005 — Сумасшедшие гонки (Японский дубляж)
- 2006 — Memories of Matsuko
- 2007 — Dororo
- 2007 — Sakuran
- 2008 — Paco and the Magical Picture Book
- 2008 — Soreike! Anpanman: Fairy Rinrin’s Secret (голос)
- 2009 — Heaven’s Door
- 2009 — Kamui Gaiden
- 2012 — グッモーエビアン!
- 2013 — Return
- 2015 — S -最後の警官- 奪還 RECOVERY OF OUR FUTURE
- 2015 — GONIN Saga

### Драмы
- 2005 — Arbeit Eye ~Hyaku Man-nin no Hyouteki~ (яп. アルバイト探偵(アイ) ～100万人の標的～)
- 2005 — Dublin no Kane Tsuki Kabi Ningen (яп. ダブリンの鐘つきカビ人間)